# Idrís II
Idrís II o  Idrīs ben Idrīs ben Abd-Allah ben al-Hassan (en árabe:إِدرِيس بن إِدرِيس بن عَبد اللَّه بن الحَسَن). Miembro de la dinastía idrísida de Marruecos y emir entre 791 y 828.
Hijo póstumo de Idrís I, al nacer en 791 tres meses después de la muerte de éste, los 11 primeros años de su reinado estuvieron marcados por la regencia que Rasid, un esclavo liberado que había acompañado su padre en la huida de Bagdad, ejerció procurando en todo momento la protección del menor, para lo cual contó con la ayuda de la madre de este y de las tribus bereberes que veían en él un descendiente directo del profeta Mahoma.
Cuando en 803 falleció el regente Rasid e Idrís II tomó las riendas del poder, tuvo que hacer frente a una conspiración encabezada por el jefe bereber Ibrahim ben al-Aglab para hacerse con el poder. Tras lograr sofocar la rebelión, Idrís II dejó de apoyarse en las tribus bereberes para pasar a buscar sostén en las tribus árabes.
En 807 trasladó la capital desde Volubilis hasta la ciudad de Fez que había fundado su padre, aunque asentándose en la otra orilla del río donde fundará el barrio de Kairuán. La nueva Fez crecerá demográficamente gracias a la llegada de numerosos exiliados de las ciudades de Kairuán y de Córdoba.
Aconsejado por su madre, repartió el reino entre sus diez hijos lo que provocaría un rápido declive de la dinastía idrisí que había fundado su padre.
Falleció en 828.